# Marko Gajić
Marko Gajić, slovenski nogometaš, * 10. april 1997, Kranj.
Gajić je profesionalni nogometaš, ki igra na položaju branilca ali vezista. Od leta 2024 je član avstrijskega kluba Kötschach. Ped tem je igral za slovenska Triglav Kranj in Zarico Kranj, makedonsko KF Renovo ter avstrijska SAK Celovec in DSG Ferlach. Skupno je v prvi slovenski ligi odigral 44 tekem in dosegel štiri gole, v drugi slovenski ligi pa 17 tekem in en gol. V letih 2012 in 2013 je odigral pet tekem za slovensko reprezentanco do 16 let.